# 日光站 (韓國)
日光站（：／ Ilgwang yeok */?）是廣域電鐵東海線沿線的一座鐵路車站，位於韩国釜山廣域市機張郡日光面。

## 車站結構
站體為2面4線雙島式月台的地面車站。

### 月台配置
| ↑ 機張          |
| １２ \| ３４ \| |
| 佐川 ↓          |

| 月台 | 路線            | 目的地                         |
| ---- | --------------- | ------------------------------ |
| 1、2 | ●广域电铁东海线 | 機張、新海雲臺、教大、釜田方向 |
| 3、4 | ●广域电铁东海线 | 佐川、南倉、德下、太和江方向   |

## 歷史
- 1934年12月16日：落成啟用。
- 2013年11月7日：新站啟用，遷至距離起點（釜山鎮站）32.6公里处。
- 2016年12月30日：東海南部線鐵路複線电气化工程完工並編入東海本線，广域电铁东海线开始運行[1][2]。
- 2021年12月28日：東海線電鐵第二階段（日光－太和江）通車，本站不再作為電鐵終點站使用。

## 車站周邊
- 日光海水浴場（朝鲜语：일광해수욕장）
- 日光面行政福利中心

## 圖片

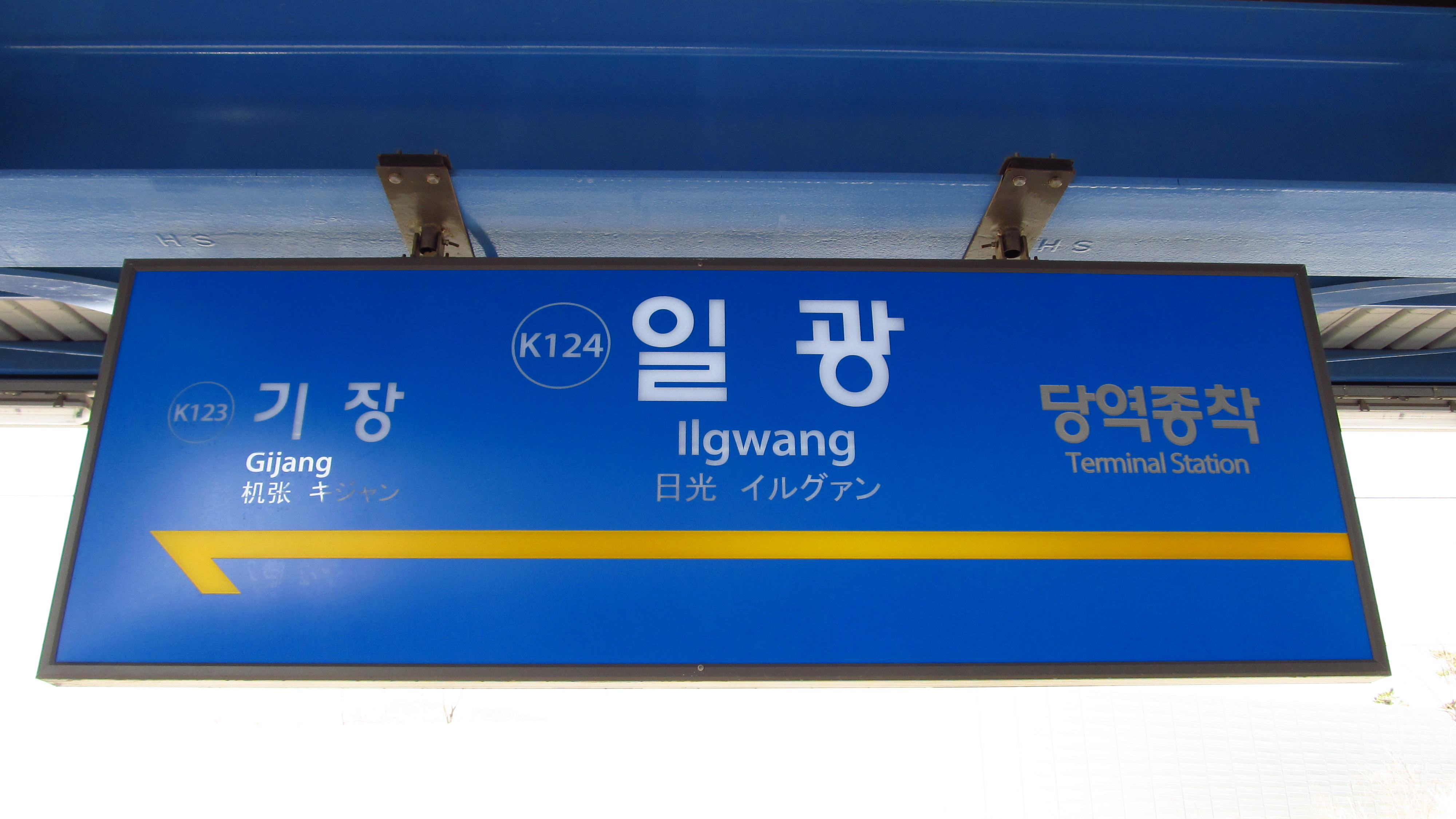
站名牌
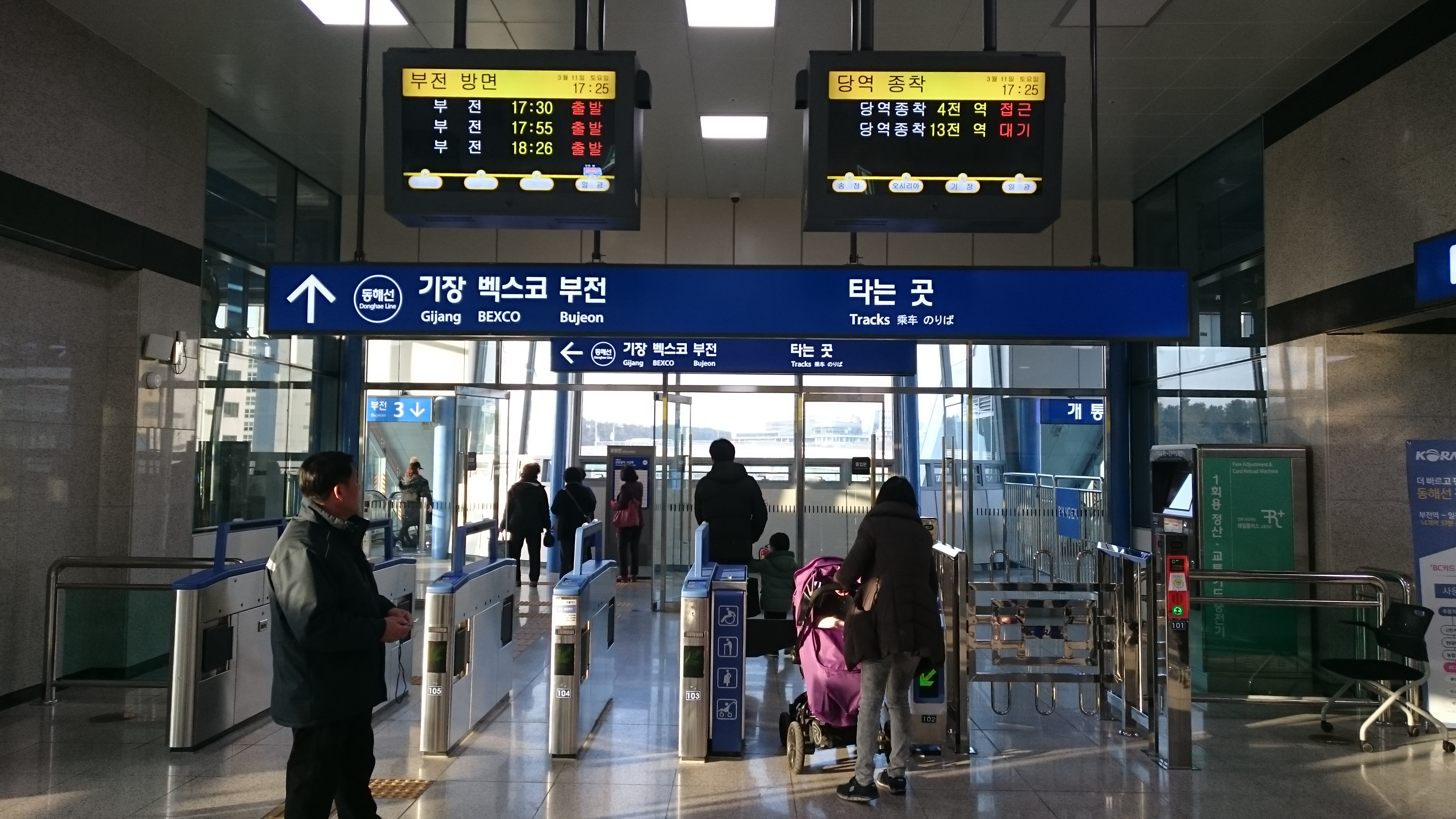
剪票閘口
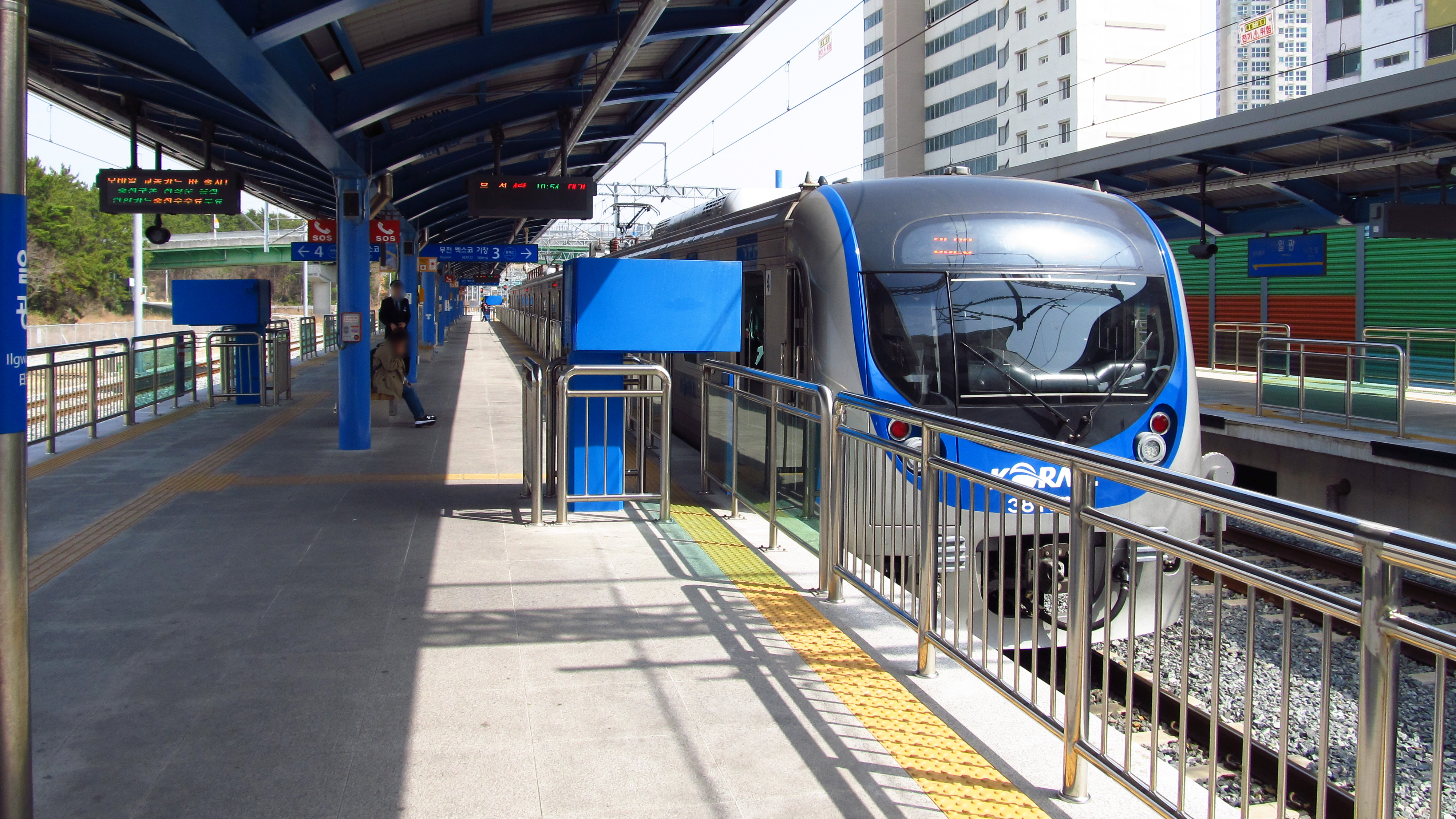
候車月台
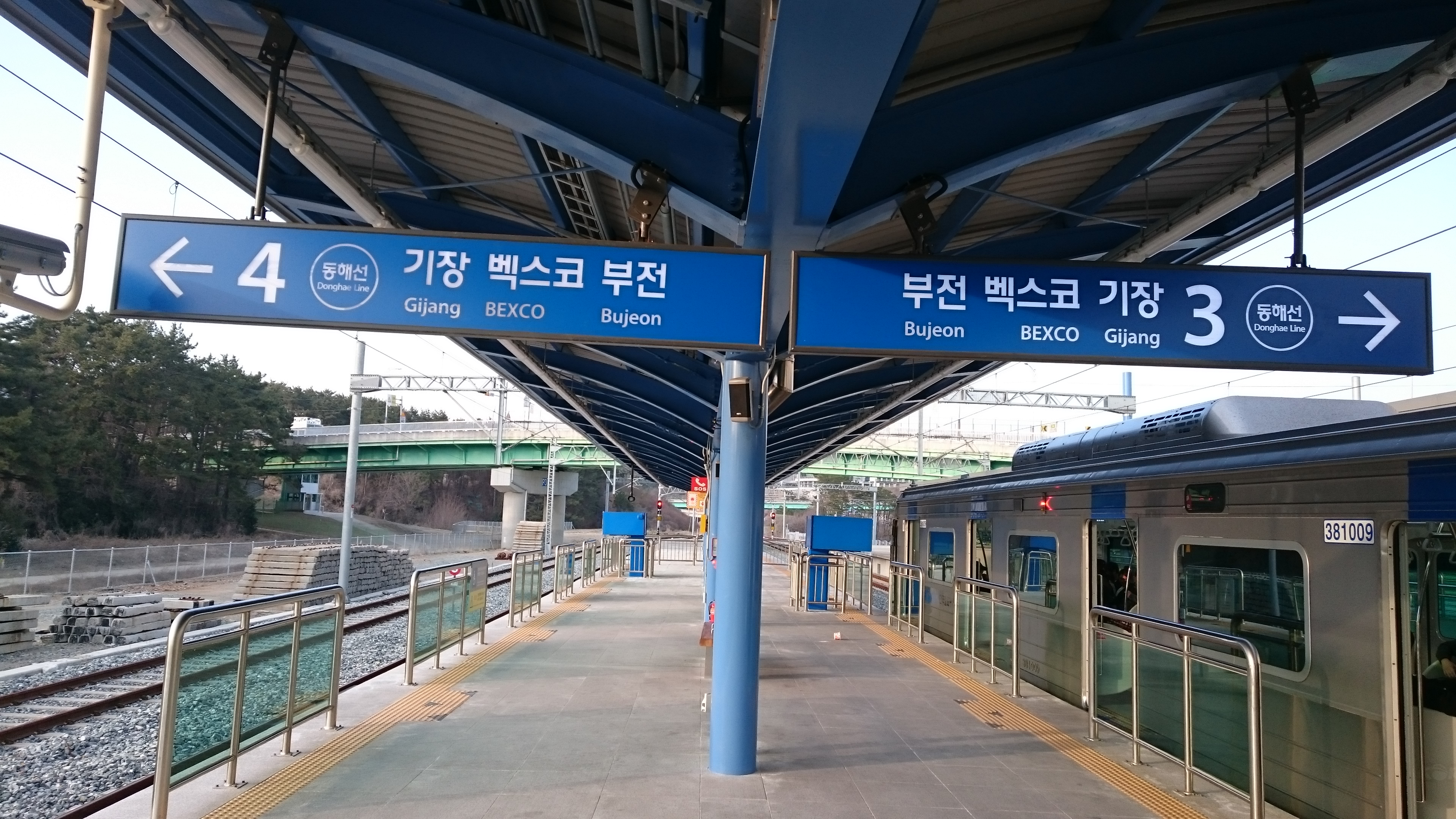
候車月台
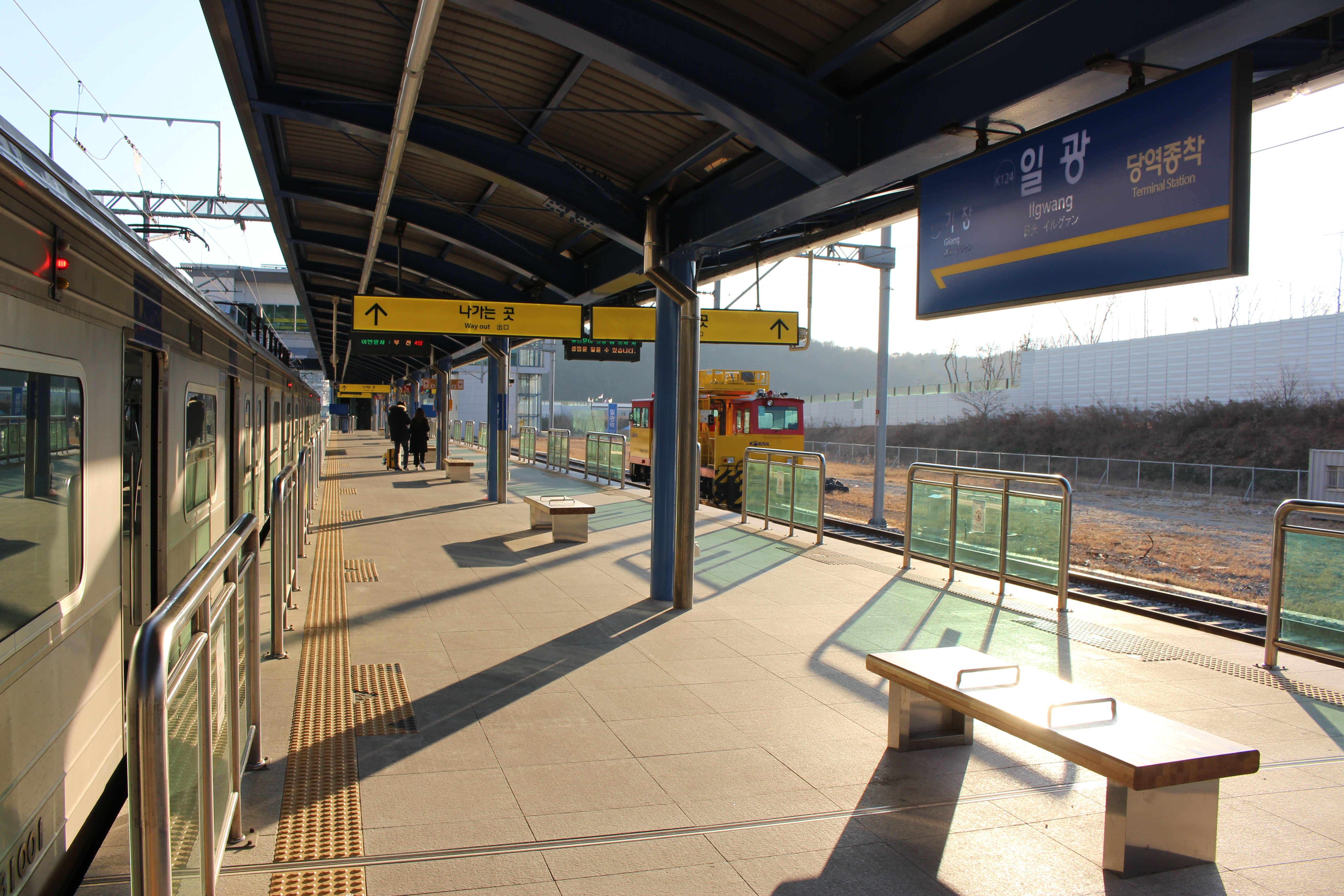
候車月台
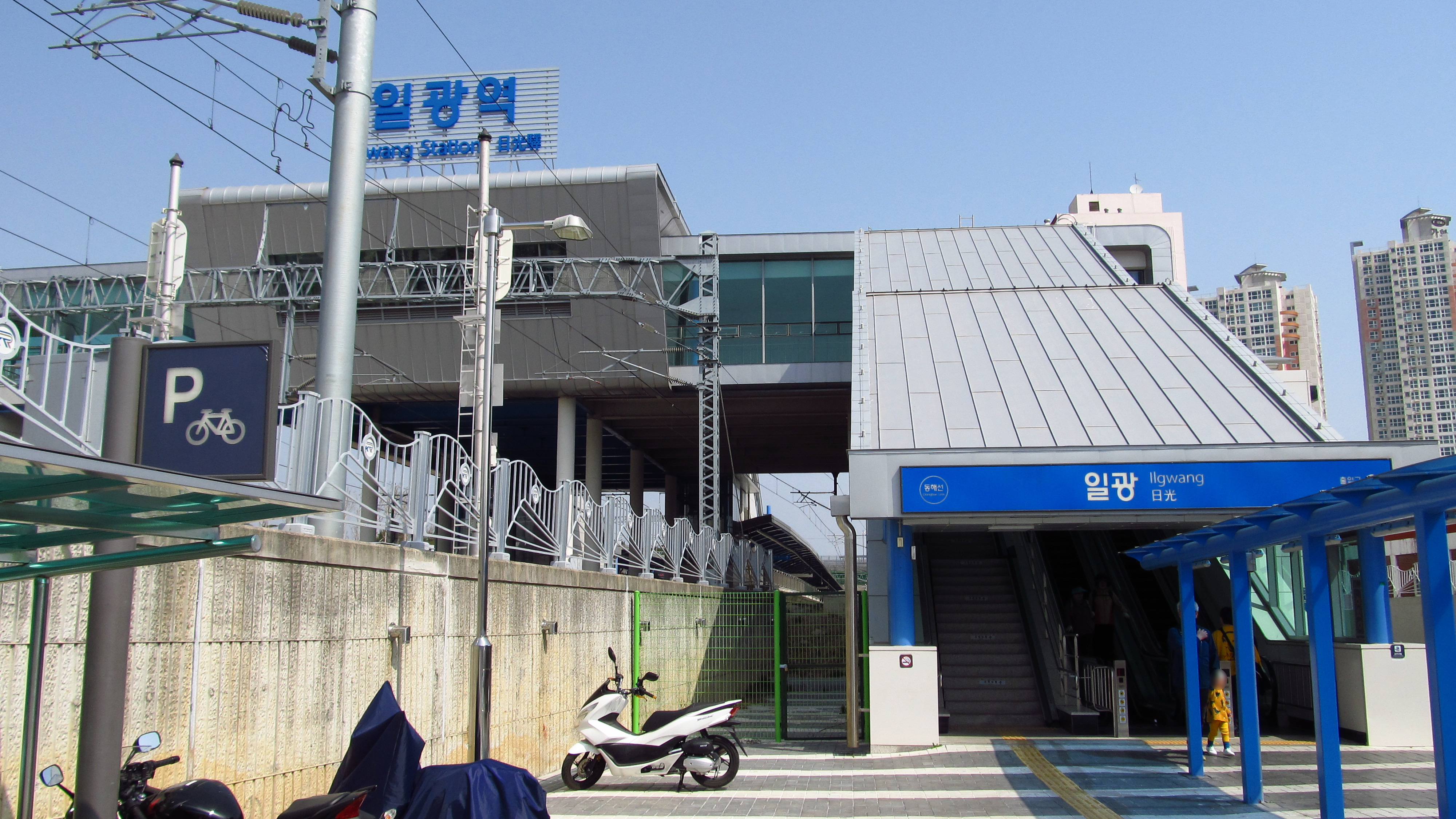
1號出口
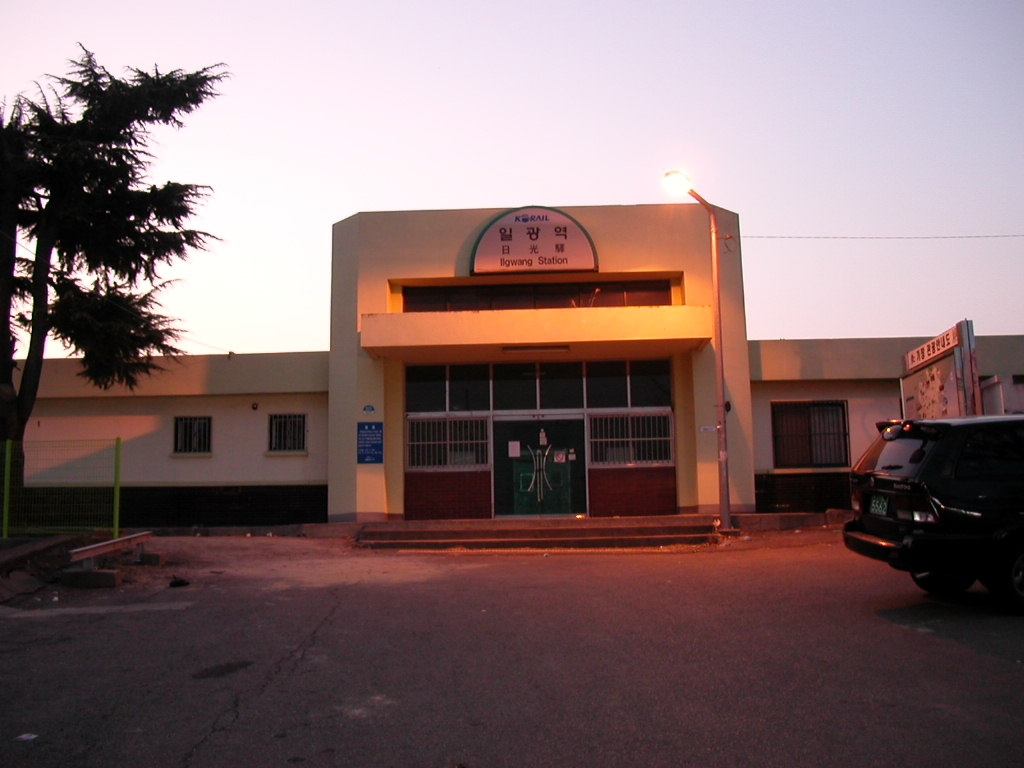
舊站建築

## 相鄰車站
韓國鐵道公社
●广域电铁东海线
機張（K123）－日光（K124）－佐川（K125）